# قدیم‌کوچه
قدیم‌کوچه (به لاتین: Qadimkücə) یک منطقهٔ مسکونی در جمهوری آذربایجان است که در شهرستان لریک واقع شده‌است.